# Arai Hikaru
Hikaru Arai (sinh ngày 14 tháng 4 năm 1999) là một cầu thủ bóng đá người Nhật Bản.

## Sự nghiệp câu lạc bộ
Hikaru Arai đã từng chơi cho Shonan Bellmare.